# X-Kid
X-Kid è un singolo del gruppo musicale statunitense Green Day, pubblicato nel 2013.

## Descrizione
La canzone è principalmente dedicata ad un amico della band che si è tolto la vita nel 2010, ma tocca anche il tema del diventare adulti ed accettarne tutte le conseguenze. Armstrong, riguardo al suo amico, ha detto: "Era una persona magnifica che però non era mai veramente cresciuta. L'abbiamo capito solo dopo la sua scomparsa".

## Formazione
- Billie Joe Armstrong - voce e chitarra
- Mike Dirnt - basso
- Tré Cool - batteria
- Jason White - chitarra

## Classifiche
| Classifica (2013)                | Posizione massima |
| -------------------------------- | ----------------- |
| Belgio (Fiandre)                 | 88                |
| Canada (rock)                    | 38                |
| Stati Uniti (alternative)        | 35                |
| Stati Uniti (mainstream rock)    | 23                |
| Stati Uniti (rock & alternative) | 48                |